# 佐藤禎弘
佐藤 禎弘（さとう よしひろ）は日本の作曲家、ロックギタリスト。O型、獅子座、身長177cm、体重77kg

## 来歴
1967年7月30日誕生。徳島県出身。事代主神社 (徳島市)の次男として生まれる。
小学時代からギターを始め、数々の賞を受賞。
徳島県立城東高等学校、帝京大学経済学部卒業後、1995年からプロ活動を開始し現在に至る。
ギタースタイルは、超絶な速弾き技巧派。ハードロック(HR/HM)をベースとし、メロディカルかつ少しクラシカルなフレーズを駆使した、考えつく限りのギター奏法を演奏する ソリスト(ソロイスト)である。時にフラッシーでメタリックに、時に重い印象的なリフ、時に哀愁を帯びて泣きまくる、ギターのお手本のようなテクニカルな楽曲が多い。
使用ギターは、ギブソン・レスポール・カスタム、チェットアトキンスガット、イーエスピーESPカスタムオーダーメイド、ジャクソン・ロズウェルローズ、アイバニーズなど、その他 24フレットのカスタムメイド・オーダーギター使用を多く見かける。ピックアップは全てEMG社製、フロント58/リア85に交換されている。
作曲作品では、ジャンルを超えて多々発表されている。ギターインストゥルメンタル、オーケストラ、ピアノ佳曲、ロック、ヘヴィメタル、ポップス、ブルース、ジャズ、プログレ、イージーリスニング、民族音楽、デジタル・オーディオ・ワークステーション(DAW打ち込み)、その他多岐、壮麗で綺麗な馴染みやすいメロディに特徴を持つ。
仕事制作コンポーズは、本名を使用しないケースが、多々みられる。
余談では 幼少時 週刊少年ジャンプ連載マンガ「キン肉マン：作者ゆでたまご」にて、(ダイブツラー）という 第一回超人の考案者である。
サッカー日本代表の愛称である「SAMURAI BLUE」の考案者である。本人が大のサッカー好きよりの話しとされる。2004〜2005年当時 JFAサッカー協会(社団法人日本プロサッカーリーグ事務局)の外部者採用試験受講、論文提出の流れより。スポンサー企業である(キリン、アディダス、他)のジャイアントジャージ・フラッグなどに、翌年2006年のFIFAワールドカップドイツ大会より、サポーター投票を実施後、現在も愛され使用されている。
動物好き、盲導犬募金するなどイヌ愛犬家で知られる。
火星の赤道付近に1エーカー43 560 平方フィートの土地を所有している。

## 活動

### ゲーム系音楽
- 1996年　「プラドルDISC特別編 コスプレイヤーズ」(元気) ASIN:B000069ULT
- 1997年　「ボイスファンタジアS失われたボイスパワー」(アスク) ASIN:B000069STN
- 1997年　「タクティクス・フォーミュラ」(セガゲームス) ASIN: B000069RVU
- 1999年　2枚組サウンドトラックCD「サイバーオーグ オリジナルサウンドトラック」(デジキューブ/SMEソニー・ミュージックエンタテインメント) 音源全て差替えによるオリジナルサウンドトラックJAN:4517331100294
- 1999年　「サイバーオーグ」(スクウェア・エニックス) JAN:4961012987078
- 2001年　「首都高バトル0」 (元気)
- 2001年　「UFCアルティメット・ファイティング・チャンピオンシップ」 (カプコン/UFC) ASIN:B000069TF9
- 2001年　「UFCアルティメット・ファイティング・チャンピオンシップ/USA版」 (カプコン/Crave Entertainment)
- 2002年　「ザ・メイズ・オブ・ザ・キングス」 [1](SEGA)アーケイド
- 2004年　「SIMPLE2000シリーズ Vol.60 THE 特撮変身ヒーロー」　JAN:45-27823-99253-5
- 2004年　「ランブルローズ」制作初期のみ(コナミデジタルエンタテインメント)
- 2006年　「メンバーズ スロット「 BIG DRUM CHANCE」 (アドアーズ)
- 2007年　「書き込み式「般若心経」練習帳DS」 (アイイーインスティテュート) ASIN: B000M7N93G
- 2007年　「美しい日本語の書き方 話し方DS」 (アイイーインスティテュート)
- 2008年　「インド式計算ドリルDS」(ガンホー・オンライン・エンターテイメント) ASIN:B00118QGR6
- 2009年　「巫女伝説」(サミー/タイヨーエレック)
- 2010年　オムニバスCD「SQUARE ENIX BATTLE TRACKS Vol.3 SQUARE 1999~2000」 JAN:4988601461931
- 2012年　GAMEJOB運営会社/ドリームビジョン
- 「ランニング・ハイ」 (システムサコム)
- 「クリスタルストーリーズ」(セガゲームス)
- 「モンスターメーカー」(ソフエル)
- 「ブシドーブレード」(スクウェア・エニックス)

### その他メディア
- 2000年　「花村大介」TBSテレビ(日音アーティスト)
- 2002年　「Teacups～湘南初恋物語～」 [2] (テレビ東京)(主婦と生活社)(フォレストエンターテイメント)
- 2002年〜  パチンコ、パチスロ、株主総会ビデオ 楽曲など (ユニバーサルエンターテインメント（旧アルゼ）)
- 2005年　  ABCレコード/(EBA)音楽カウンセラー
- 2006年　「JR西日本 2006年度からの社内教育用DVD」 (JR西日本/東横車輛電設)
- 2006年　「JR東日本 2006年度からの社内教育用DVD」 (JR東日本/東横車輛電設)
- 2008年　「チューチューレンジャー」(チャイルドランドグループ)
- 「K1グランプリ」「すぽると！」「スポーツニュース」その他etc... (フジテレビ)
- SMEソニー・ミュージックエンタテインメント/デジキューブ オリジナルサウンドトラックなど
- キャッスルレコード
- 日音アーティスト (TBSテレビ/関西テレビ放送)
- ダディ竹千代(加治木剛) 芸能事務所
- NHK「売れるクラシックCD」ライナーノーツ
- 2009年　シリコンスタジオ株式会社
- 2009年　株式会社アルテカ芸能エンターテイメント
- 2010年〜　モンスター・ラボ アーティストmonstar.fm
- 2011年〜2017年　音楽芸能プロダクション FRONT ROW 所属 (コンペ依頼形式で、乃木坂46(4th~)、AKB48、SKE48、シンガー、ユニット、ドラマ、CM、アニメ、その他、提出曲は守秘義務上、会社より(作家名_作品名_BPMテンポ)で、管理)
- DAW系音楽雑誌およびネットマガジン、コラム連載、CD制作企画、CSケーブルテレビ出演、サウンドプロデュースなど

### バンド
- 1980年〜1983年　STRAWBERRIES (ハードロック)
- 1983年〜1990年　ELECTRIC OUTLET (ハードロック)
- 1991年〜1992年　TEATRE OF MADNESS (ハードロック)
- 1992年〜1995年　VIOLET FOX (ハードロック)
- 2009年〜2019年　VAMPIRE SUN (ハードロック)
- 2009年〜2025年　S.A.T.O. (Sailing Across The Ocean) (ギターインストゥルメンタル)
- 2009年〜2025年現在　本人名義ソロ活動 (ギターインストゥルメンタル)

### ギター講師
- 1995年　国際新堀芸術学院
- 1995年　MI JAPAN
- 1996年　アート和田町音楽院
- 1996年　横浜コンテンポラリー音楽院

## 受賞
- 1982年　ベストギター賞　ギターハウスRaBコンテスト　ヤマハ楽器ギターハウスRaB
- 1983年　ベストギター賞　ギターハウスRaBコンテスト　ヤマハ楽器ギターハウスRaB
- 1984年　優勝　ニチヤンロックコンテスト　徳島新聞社/四国放送
- 1985年　ベストギター賞　LIVE CARNIVAL with POPCON & ROCK FES.徳島県大会　ヤマハ
- 1985年　サウンズ ウィズ コーク賞　Fresh Sounds Contest 四国大会　コカコーラボトラーズ
- 1988年　優勝　サウンドフェスティバル　宮地楽器
- 1995年　優勝　アリノスオーディション　個人名義ギタリストとしてイーエスピー/アリノス